# CLOTH ROAD
『CLOTH ROAD』（クロスロオド）は、脚本：倉田英之、作画：okamaによる日本の漫画作品。『ウルトラジャンプ』（集英社）にて、2003年12月号から2011年6月号まで連載されていた。単行本は全11巻。話数単位は、本編は「Stitch-」（スティッチ）、番外編は「Snap-」（スナップ）。

## ストーリー
極限まで発達したナノテクノロジーによりコンピュータの小型化が進み、服とコンピュータが融合した時代。服飾ブランドの影響力は著しく強くなり、服を仕立てる「デザイナー」と、その服の機能を最大限に引き出す「モデル」は時代の寵児となった。一方で、貧富の差は拡大し、スラム街の貧民達は「ウォーキング（WAR-KING）」 と呼ばれる、モデル同士が戦う、ファッションショーと決闘の要素を併せ持った見世物でウサ晴らしをするのが日常となっていた。そして、WAR-KINGでは、トップブランドから見向きもされない2流、3流のデザイナー、モデルたちがそれぞれの戦いを繰り広げていた。
生まれてすぐに捨てられたファーガスは、服飾デザイナーのグスタフに引き取られていた。ファーガスはそれからずっとコロネットのベガーズ貧民街で暮らしながら、駆け出しのデザイナーとして2流モデル・8823(ハヤブサ)のために賞金制の「ウォーキング」の服をデザインしていた。ある日他の街からやってきたモデル・美美介に8823はなすすべもなく倒され、負けた腹いせにファーガスを罵倒する8823に嫌気を刺し、彼との決別を宣言する。その日の帰路、グスタフが体内に侵入したナノマシンが原因で倒れたとの知らせが入る。投げやりになってしまうファーガスであったが、そこに1人の少女が現れる。彼女はファーガスの生き別れの双子・ジェニファーだった。

## 登場人物
声の項はVOMIC版のもの。

### メインキャラクター
ファーガス
声 - 阿部敦
本作の主人公の１人で、デザイナー。本業は仕立て屋である。生後まもなく捨て子となった彼は、デザイナーのグスタフの元で育てられ、仕立ての基礎とデザイナーの仕事を教えられてきた。グスタフがアルコールに依存した後は、日銭を稼ぐためにコロネットの貧民街でWAR-KINGのための服をデザインしており、自らの不遇な境遇を呪っていたが、ジェニファーとの邂逅やグスタフの死をきっかけとして、彼の運命は動き出す事となる。
デザイナーとしての腕は当初は未熟であったが、ロイヤルカストラートで出会ったトーガの修行を経て一流の実力を身につけ、同ブランドのトップモデルであるジュリエットのデザイナーを務めるまでになる。また、仕立て屋ならではの機転も生かしている。
感情的なジェニファーに対して冷静ではあるが、父親であるガーメントに完膚なきまでにプライドを折られた際に立ち直れなくなるほど落ち込むなど、後ろ向きな面も目立つ。しかしそれを克服し、ガーメントに対し真っ向から立ち向かえるほどに成長。ジェニファーをドレス・スカイに組み込むほどの決意を持って最終決戦に臨んだ。
名前の意味はケルト語で「勇気」。
ジェニファー
声 - 伊藤静
本作の主人公の１人で、モデル。ファーガスとは生き別れた双子の片割れ。彼女もまた捨て子であり、里親であるクロッシュの死後にファーガスを訪ねたことから、モデルとしての運命が動き始める。なお、本人は「ファーガスの姉」と自称しているが、実際のところは不明。
沈着冷静なファーガスに対して感情の起伏が激しく、負けず嫌いで前向き。無類の間食好きで、体型が変化する事もしばしばで、ファーガスに突っ込みを入れられる事もしばしば。
ファーガスと出会った当初は、出会うモデルたちに悉く「気品も美しさも無い」と評される運動能力任せのスタイルを繰り広げていた。後にロイヤルカストラートに捕らわれたファーガスを助けようとした事をきっかけにジューン・メイの弟子となり、トップモデルクラスの実力を身につけることとなる。
最終決戦ではジュリエットに圧倒されるものの、持ち前の根性と優しさ、そしてファーガスへの世界一の信頼でガーメント、ジュリエット双方を退けた。
名前の意味はケルト語で「妖精」。
- ドレス
  - デザイナーはファーガス、源内。
  - フラギューム
    - ペルリヌのモデル時代のドレスをファーガスが改修したもの。

  - 白鳳
    - 源内が作った鎧武者型のドレス。全て天然の自然素材で出来ており、大きさは生体服飾化生命に匹敵する。後にメイが織り込まれた。

  - スプリンターオーキッド
    - 対ガーメント戦でメイの所に駆けつけるために使ったドレス。

ポシェット
中古のウォーキングクローゼット「パンサー」を管理するオートマトン。作成者はガーメントで、世楽の技術を元に作成されている。
西洋人形のような小さく可愛らしい容姿をしているが、口調はぞんざいな毒舌家で、ファーガスのことを「メガネ」と呼んでいる。後に、かなり高度な技術を用いて、自意識を持つように作られていた事が判明する。
名前の由来は肩掛けの小型鞄ポシェットから。

### コロネット
グスタフ
声 - 秋元羊介
町の仕立屋。ファーガスの育ての親であり、デザイナーとしての師匠。ナノマシンに脳を侵される病気により逝去。死に際の言葉がファーガスの出立のきっかけとなる。実は星に服を着せる計画のデザイナーの１人だった。
スヌード
声 - さとうあい
「生活向上委員会」の職員。クロッシュの死後、ジェニファーとファーガスを引き合わせた。
8823(ハヤブサ)
声 - 千々和竜策
コロネットの2流モデル。ファーガスと組んで「ウォーキング」に臨んでいた。美美介との戦闘の際、全身の皮を剥かれ、ペニスを切断されるという屈辱的な敗北を味わい、ファーガスとの諍いの末に決別する。以降はネタキャラとして度々登場し、終盤では改心した節を見せている。番外編ではペルリヌに二度も容易くあしらわれている。
ペルリヌ
声 - 藤村歩
コロネットで娼婦を営む女性。かつてはロイヤルカストラートの専属モデルだったが、ドラッグ使用により解雇された。かつてはグスタフの専属モデルでもあり、その経験からジェニファーにモデルとしてWAR-KINGの特訓をした。ファーガスらを送り出した後はオーナーとして「パブパブ」を経営。
初期は影のある微笑を湛えた女性だったが、番外編と終盤ではその影も消え、常連や従業員から愛される酒好きの女性となっている。

### ビスコース
パカテロ・ムーリネ
ムーリネ姉妹の姉。自称ウルトラスーパーグレートスペシャル天才デザイナー。左足が義足。妹を溺愛している。ファーガスの持つオーロ・マリアの布に興味を持ち、手に入れるためにファーガスとジェニファーにWAR-KINGを吹っかける。ファーガスらに負けた後も布に執着し、妹と共に各地を回っていた。
番外編でも主人公らを差し置いて登場。姉妹でウルトラジャンプ通巻１００号記念を無視して創刊１０周年を先取り祝いしている。本人曰く「あたしの頭はいつでもパーティー」。
クエンティン・ムーリネ
ムーリネ姉妹の妹。自称ウルトラスーパーグレートスペシャル天才モデル。勝ち気な姉とは正反対の穏やかな性格。モデルとして実力もあり、姉妹のコンビはビスコースのWAR-KINGで連戦連勝を飾っていた。姉を溺愛している。

### ロイヤルカストラート
ブリテン王国に本社を構えるトップブランド。オペラに登場するカストラート専用の仕立屋からスタートし、それまで男性服に使われていた技術を用いて仕立てた女性服が社会進出した女性に支持され、トップブランドに発展する。ロマンティシズムでドラマティックな装飾性を特徴とした、ドレスやゴシック調な衣装を製作する。作中世界で最も支持されているブランドでもある。
ジューン・メイ
ロイヤルカストラートのトップモデル。過去クロスロオドを3年連続で優勝した実力を持つ、人気とも他のトップモデルとは段違いの人物。自身が興味を持つもの以外は全く眼中になく、プライドが高い。世界中の人々から敬愛されており、「メイ様」と呼ばれる。
ふとしたきっかけでジェニファーを弟子とし、トップモデルとしての技術を叩き込んだ。クロスロオド直前にロイヤルカストラートからモデル契約を破棄され、クロスロオドへの参加権を失うが、お構いなしに乱入。参加権永久剥奪の警告も一笑に付し、トップモデルたちを圧倒した。その後に現れたガーメント子飼いのモデルと戦うが敗北し、復讐を誓ってスコップたちと共に荒廃したロイヤルカストラートを後にした。ロイヤルカストラート崩壊後は行方知れずとなっていたが、ニケでの戦闘に乱入。身体服飾化生命5人を倒す活躍を見せる。
ジュリエットとの戦いの中で重傷を負い、スコップの命をかけた時間稼ぎでジュリエットを倒す寸前まで行ったが、ジュリエットを倒すことよりもスコップの命を優先し、勝機を逃した。そのまま戦闘を継続するが、真っ二つになって崩れるニケの塔を支えるために両手が塞がり、ガーメントに身体服飾化生命にされそうになる。しかし拒絶反応が強すぎて時間がかかり、ジェニファーの乱入により中途半端な状態で死亡寸前となった所を、ファーガスが「白鳳」と一体化させることにより、一命を取り留めた。しかしパーソナリティが白鳳の容量を超えていたため記憶を削除しなければならず、やむなくガーメント戦の短期記憶であるＣドライブを削除する。その際、頭の右側のコルネが消えてしまった。
最終決戦ではガーメント本拠地目前でウイルス攻撃を受け、体を急速に分解される。ファーガスらを先に向かわせ、スコップと共にウイルスと戦闘。その後ジェニファーのドレスが失われた窮地にスコップと共に帰還。わずかな布しか残らず、源内とトーガの手でジェニファーのドレスとして編み直される。自我は消えたかに思われたが、消えたはずのＣドライブを復活させ、ジェニファーと共にジュリエットを退けた。
最終決戦後も自我は残っており、メイというドレスがマネキンを「着る」という形でクロスロオドに出場するつもりでいる。
- ドレス
  - メイは花をモチーフにしたドレスを纏う。
  - トリフォリューム・レペンス
    - ロイヤルカストラートに解雇された直後に開催されたクロスロオドに乱入した時に纏っていたドレス（『4連勝は私のもの！』を宣言して乱入）。モチーフはシロツメクサ（四つ葉のクローバー）。

  - ロードデンドロンのドレス
    - クロスロオドを3連覇した時に纏っていたドレス。モチーフはシャクナゲ。

  - スウォード・リリー＝グラジオラス
    - クロスロオドを2連覇した時に纏っていたドレス。モチーフはグラジオラス。

  - アイアン・ヴァージン
    - クロスロオドを初制覇した時に纏っていたドレス。デザイナーはガーメント。ドレスアップに際しては、アイアン・メイデン像がメイに覆い被さる形で展開する。他のドレスとは異なり、花をイメージしている部分が少なく、代わりにたくさんの棘（針）が突き出ている凶悪なスタイル。このドレスについては、メイ本人が優美さに欠けると思っている。なお、当時のメイは契約上カストラートが用意したドレスを着るしかなかったため、このドレスを纏っていたとのこと。

スコップ
ジューン・メイの執事。ハサミの扱いに長けており、武器もハサミ。身分の低い者をとことん邪険に扱い、時折言葉遣いが乱暴になることも。ジューン・メイを心の底から敬愛している。メイの幼少時には両親の代わりに誕生日に花を贈り続けており、メイにとっては唯一の家族とも言える存在。
対ジュリエット戦ではジュリエットに貫かれて劣勢となったメイに勝機をもたらすべく、2秒半もの命がけの時間稼ぎをするものの、逆にメイにかばわれる形で命を救われてしまう。その後はメイと彼女の命を救ったファーガスたちの恩により共同戦線を張り、名サポートを行う。
フィッシュ
ジューン・メイのメイド。
チップス
ジューン・メイのメイド。フィッシュとの容姿は瓜二つ。
トーガ
星に服を着せる計画のデザイナーの１人であり、オーロ・マリアの布の製作者。グスタフの友人であり、ガーメントの師匠。
ガーメントが国際指名手配になったことを受け、ロイヤルカストラートに拘留されていた。アルジャンヌの肉体の限界が近いことを悟り、彼女のための新しい「ドレス」を作るため、ファーガスを一流のデザイナーとするための指導を行う事となる。カストラート崩壊後も残りアルジャンヌのケアをしていたが、そこにガーメントが現れ、改変した記憶によって洗脳される。最終決戦でジェニファーの荒療治で洗脳が解け、源内と共にメイをドレスに編み上げた。
決戦後は繭にされた人々の意識のサルベージに従事している。
アルジャンヌ
本作のキーパーソンで、星に着せられた服を制御するモデル。ファーガスとジェニファーの母親であり、ガーメントの妻。
星に着せられた服に組み込まれ、同化している。肉体の限界が近く、衰弱していたが、クロスロオドの開催日にガーメントの黒いドレスを纏い、その日から17ヶ月間、仮死状態となる。
昔は孤児で、まだ少女の時ウォーキングに出て勝利したことがきっかけで、カストラートの専属モデルとなる。その才能は計り知れず、たった一年の訓練でクロスロオドに優勝するほどだった。明るく天真爛漫かつ心優しい性格で、貧乏にも関わらずたくさんの捨て猫を拾って育ていた。服が大好きで、カストラートに入る前までは、家計に打撃を与えてまで大量に買い込んでしまったこともあった。ガーメントを一目見たとき、その禍々しい狂気に涙を流し、孤独な彼に同情して付き合い、星に服を着せる計画に参加すると同時に婚約した。
最終決戦で身代わりを申し出るジェニファーのドレス・スカイへの同化を拒絶。自我を犠牲にアルジャンヌ・システムを回復させる。ガーメントに対する感情は複雑であるが、彼への愛は本物であったようで、最後にガーメントを「誰にも渡せない」として空と同化させた。
決戦後は意識のサルベージが行われ、ファーガス、ジェニファーとの再会を果たす。
- ドレス
  - オーロ・マリア
    - ガーメントがアルジャンヌのために作った「星を被う」ドレス。

美美介
声 - 斎賀みつき
8823を倒したモデル。ジェニファーが「ウォーキング」で戦うことになった最初のモデルとなる。サングラスに派手な着物を着た男性で、いわゆるオカマ。本来はロイヤルカストラートのスカウトで、ジュリエットの才能を見出した人物。なお、服が変更されてもサングラスだけは常にかけている。
ロイヤルカストラート崩壊後はジュリエットと共にニケでバカンスを楽しんでいたが、ガーメントにジュリエットを奪われる。ニケ崩壊後はモノリスへと向かった。

### 世楽
トップブランドの1つで、近年まで鎖国していた極東の島国のブランド。独自の哲学を持ち、他ブランドとは生産方法から素材、服飾の構造までもが異なる。そこで作られる「着物」は、気候に柔軟で着心地が良く、多くの機能が織り込まれた絵画のように美しいと評される。モットーは「イキでイナセないい男」。「からくり」と呼ばれる、基盤もCPUも無い機械仕掛けの技術を持つ事でも知られる。その実態はありとあらゆる生物の生体部品を、部品の摩耗も計算して織り合わせる技術であり、服によってはモデルとの相性が必要なものもある。作られる服飾のモチーフは、煌びやかな和服である。
源内
世楽一のからくり職人。孤児だったガーメントの育ての親でもあり、ガーメントからは「ばーちゃん」と呼ばれ慕われていた。ガーメントも認める天才で、彼女に育てられたことにより、ガーメントの才能を大きく開花させることになり、オーロ・マリア等の制作のきっかけを作る。
世楽独自の価値観から対ガーメントの全面戦争への加担を拒否していたが、ガーメントが生体服飾化生命（フィジカルガーメスト）を投入したことにより、対ガーメントに動き共同戦線を張る。スコップと共にファーガスとジェニファーに名サポートを行う。
決戦後は繭にされた人々の意識のサルベージに従事している。
馬琴
世楽のトップモデルで、横綱。その巨躯を活かした力技や、世楽特有のオリガミ構築による攻撃を得意とする。クロスロオドの時は巨漢の体型をしているが、普段は痩せ形。
源内同様（フェロ・マチュピチュへの恨みもあって）対ガーメントの全面戦争への加担を拒否するが、源内と共に対ガーメントに動き共同戦線を張る。戦いの最中で飢餓状態となり、戦線離脱を余儀なくされた。
式部
源内が作成した自走式箪笥「ヤツフサ」を世話するためのからくり人形（モデルは死んだ源内の娘）。後述の経緯により、ポシェットの姉的存在。
西洋のウォーキングクローゼットとは異なり、自分で考え、自分で動き、人の相手をするという目的で作成されたが、娘の死により制作が中断した所を、ガーメントが1日で完成させた。元々はその目的のため、かなり巨大にならざるをえなかったが、ガーメントが手を加えることによって人形サイズまで縮小することが可能になった様子。ガーメントはその後、式部とヤツフサを元にポシェットとパンサーを作り上げた。

### グラウンドダーク
トップブランドの一つで、香水で香りを纏うことを特徴とする。香りに対する研究が盛んであり、所持する軍隊や兵器にもそれらを応用した物が見られる。生産する服はヤングカジュアル風と思われる（明確な描写は無い）。
フェロ・フレグランス
グラウンドダークのトップモデル。ボロを纏い、体臭はきつく、まるで浮浪者のようである。香水を用いて精神支配や幻覚、相手の視覚を狂わせる迷彩など様々な技を使う。香りを嗅ぎ分けるために鼻が大きくなっている。
同盟軍対ガーメント戦で、斥候としてニケに潜入。捕まっていたマチュピチュと協力してガーメントを捕獲するが、ジュリエットにより片腕と鼻を切断され、捕縛される。拷問を受けて死にかけ、マチュピチュに助けられて共に脱出を図るものの、その直後に追って来たジュリエットと交戦、死亡する。
苗字の由来である「フレグランス」とは香りを付けるための化粧品。

### ニケ
スポーツメーカーから発展したトップブランド。運動機能を拡張させることを目的にした服を作り、「人間の稼動域を越えた」動きを可能とする服を生産する。ブランド内にもトレーニング施設を完備している。ガーメント一家曰く「体育バカの国」。シンプルで肌にフィットするような服で、デザインはスポーツ用のトレーニングウェアがモチーフ。
マチュピチュ
ニケのトップモデル。女性。身体能力を活かした高速移動が武器。ガーメントに捕まり、フェロに救出されるが、フェロと共にジュリエットに殺害される。マチュピチュとフェロはクロスロオドの常連であり、お互いに良きライバルだった。
アビビ・ブッシュ
ニケの首相。常に上体を逸らし、後ろを向きながら喋る。

### チャリオット
トップブランドの1つ。中世騎士的なデザインや軍服的なデザインを特徴とし、強大な軍事力を抱える。デザインモチーフは軍服と甲冑。服内に仕込まれる装備については、重火器そのものを連想させる物も存在する。
アドルフ・アルヴァロ・アウディ
チャリオットのトップモデル。騎士道を重んじるが、傲岸不遜で威圧的な態度を取る。感情の起伏が非常に激しく、自国の艦隊の残骸を見て失神するほど。服に仕込まれた銃器による集中砲火「ニードルストーム」を得意技とする。最終決戦では姉と協力し、「弾丸舞踏（バレット・バレエ）」によってブラと戦った。
ルドヴィヒ・シュルツ・アウディ中将
対ガーメント戦のチャリオット艦隊の司令官。アルヴァロの姉で、性格は弟そっくり。もともとは天才モデルとして将来を有望視されていたが、アルヴァロが自分を上回る実力を秘めている事を知り、自らは指揮官への道を選んだ。メイのファンでもある。

### ユニイズム
4000年前より続く下請け工場の集合体のブランドであり、7大ブランド中設立は最も若いが、現在もっとも勢いのあるトップブランド。過度の装飾などを用いない、コンパクトなフォルムでシンプルな幾何学プリントパターンの服を作る。7大ブランド中で唯一大衆服を作るブランドであり、そのため世界の88%のシェアを誇る。丈夫、長持ち、安価を三大原則として掲げ、普通の服を大量生産することを重要視している。生産する服のモチーフは多岐に渡る。作中確認されただけでも、一般的なスーツ、囚人服、浴衣、ゴシック調のフリルブラウス、ファーコート、トレンチコートetc…と数多い。名前のモチーフは「ユニクロ」と「コムサイズム」。
カピスル・コルビュジェ
ユニイズムのトップモデル。常に笑顔を浮かべ、物腰の柔らかい紳士然と振舞うが、ユニイズムのためならばあくどい手法も厭わない。非常に愛国心の強い人物。ユニイズムでは一夫多妻制が奨励されているため、奥さんが9人、子供が21人いる（もちろん全員に愛情を注いでいる）。
ジェニファーとファーガスをユニイズム専属とするべく行動し、半ば軟禁のような形で2人を「説得」する。また、その中でジェニファーの身体能力に惚れ込み、彼女に結婚を申し込んだ。最終的には、それらを解決するために2人とトライアスロンでの勝負を行う事となる。
同盟軍対ガーメント戦では補給として参戦。美美介と共に補給物資の破壊を狙うダートニオ、アングラと戦うことになり、瀕死の重傷を負う。美美介との連携で何とかモデル達を葬るものの、治療が間に合わずに死亡した。彼の活躍により、ニケにおける対ガーメント戦でのユニイズムの損失は死者1名、彼のみであった。
チャコ・ペンシル
ユニイズムのデザイナーで、カピスルの服をデザインしている。歯に衣着せぬ言動を取る。
ユニイズムの思想ゆえ作業服、実務服ばかりをデザインしてきたが、それらのようなカピスルに頼まれた服だけではなく、自分の作りたい服を作ろうと考えており、そのためにアシスタントとしてファーガスを奴隷にしようと目論む。
名前の由来である「チャコペンシル」とは布を裁断するときに目印として線を描く水溶性の色鉛筆。
マスリーテ
ユニイズムの代表。

### モノリス
黒を基調とした服を作るトップブランド。デザインよりも機能を重視し、科学技術は最も発達している。ブランド内の人間関係は希薄で、各々の好きなように行動している。
シーピーユー
モノリスのトップモデル。モデルには珍しく、自ら服をカスタマイズする。臆病で引っ込み思案、部屋に引き篭もって服を自分でカスタマイズしているときが一番の幸せ。
モノリスではアイドル扱いらしい。
ロイヤルカストラート開催のクロスロオドでは、頭のアンテナから電撃を放つ技を使用したが、ジュリエットにアンテナを切断されただけで戦意喪失し失神した。

### ガーメント一家
ガーメント
本作の黒幕に当たる狂人で、自他共に認める天才デザイナー。星に着せる服の制御にモデルを作ることを提案した。
ファーガスとジェニファーの父親であるが、当初からファーガスとジェニファーをアルジャンヌのサポートパーツにするつもりだった。妻であるアルジャンヌに歪んだ愛情を注いでおり、アルジャンヌを救うために彼女を17ヶ月間の仮死状態にした後、新たな星の服のためにニケを乗っ取る。ブランドとは別に、才能のあるモデルを「家族」として引き連れている。それらのモデルの大部分（ジャブラー、グッピー、コリドラス以外）は身体服飾化生命（フィジカルガーメスト）＝生体兵器に変えられている。
トーガ曰く「糸、布、服のすべてに取り憑かれた男」。幼少時から服飾技術への興味と関心を異常とも言える程持っていた様子。また、自分と同じような才能を持つ人間、つまりは「天才」しか認めない傾向があり、自分の子供に対しても「凡人」と称し、全くといっていいほど関心を持っていない。後にジュリエットと出会い、かなりの才能を持つ彼女を、自分の妻と同じように星の服に組み込もうと考えるようになる。
最終決戦ではドレス・スカイのフォーマットを受け敗北。ファーガスたちに追い詰められた末、最期にはアルジャンヌによって空と同化する。
「ガーメント」とは英語で衣服の意。
ジュリエット
幼い褐色の肌をした小柄な少女。元は孤児で、サーカスの猛獣使いをしていたところを美美介にスカウトされたモデル。
かなりの才能を有しており、ジューン・メイ曰く「天才」。ロイヤルカストラートのトップモデルとしてクロスロオドに出場するが、ロイヤルカストラートが崩壊すると共に、美美介と他のブランドへ旅立つ。途中ガーメントに見初められ、美美介から離別し、ガーメントと行動を共にするようになる。
孤独な生い立ち故にか、「ともだち」を求めている。幼さ故にか善悪の判断ができず、ガーメントに行動に何の疑問も持たずに付き合い、躊躇なく人を殺している。自身が人間で無くなることに対しても、抵抗しようとしない。ファーガスとジェニファーと面識があるが、状況的に敵対してしまうことが多い。ジェニファーのことを出会った時から気に入っていて、戦おうとすると吐き気を催してしまう。最終的にはガーメントに人身御供として利用されそうになるが、ファーガスとジェニファーに辛うじて助けられた。
決戦後はジェニファーの義妹として彼女に引き取られた。
- ドレス
  - デザイナーはファーガス、ガーメント。
  - オーロ・マリアβ（ベータ）トワル
    - ガーメントがジュリエットのために作った最初のドレス。服がジュリエットのデータを吸収して反応が良くなる一方、服に合わせてジュリエット自身を変える仕組みとなっており、最終的には身体服飾化生命になるような仕組みとなっている。

ジャブラー
ガーメントの抱えるモデル達のリーダー格。マチュピチュを上回る動きを見せる等、トップモデルに匹敵する実力を持つ。ガーメントに対しても相当思い入れがあるようだが、それゆえジュリエットとの仲は良くない。マチュピチュにより足を負傷。そのため身体服飾化生命にはされておらず、代わりにジュリエットの世話役となる。最終決戦ではガーメントに改造され、ガーメントへの狂信から恐るべき被害をもたらした。
パロス
ガーメントのモデルの一人。お嬢様風の淑やかで残忍な性格の女性。不適な笑みを浮かべていることも多い。ジャブラーに次ぐサブリーダー的存在。ガーメントにより、身体服飾化生命にされている。ガーメントを守るために自爆する。
アングラ
ガーメントのモデルの一人。美意識が高く、中性的な容姿の男。美美介と戦いながら、ダートニオと戦っているカピスルの隙を突き、カピスルを真っ二つにした。ガーメントにより身体服飾化生命にされている。本体は首から上しかなく、大部分のドレスを失って逃亡を図るが、カピスルの下半身に蹴られて地面に激突、死亡した。
テトラ
体の大きな男。ガーメントのモデルの一人。ガーメントにより身体服飾化生命にされるが、メイに瞬殺される。
プラティ
ガーメントのモデルの子供。ジュリエットを除いたメンバーでは一番幼いようだ。ガーメントにより身体服飾化生命にされている。パロス曰く、ガーメントの家族中で最弱。メイに瞬殺される。
ダートニオ
ガーメントのモデルの男。いつも携帯ゲームをしている。ガーメントにより身体服飾化生命にされている。瀕死のカピスルに頭部を両断されて死亡。
バナクル
ガーメントのモデルの子供。ランスとフジツボのようなものを抱えている。ガーメントにより身体服飾化生命にされるが、メイに瞬殺される。
モーリー
魚のような顔をした男。ガーメントのモデルの一人。ガーメントにより身体服飾化生命にされるが、メイに瞬殺される。
オクチュー
ガーメントのモデルの女性。耳のようなものがついている。ガーメントにより身体服飾化生命にされるが、メイに瞬殺される。
ドジョ
2つに伸びた口髭をたくわえた男。ガーメントのモデル。医者のような役割をしており、丁寧口調。ガーメントにより身体服飾化生命にされるが、メイに瞬殺される。
グッピー
ガーメントのモデルの一人。フェロの匂いの迷彩を破るために、血を撒き散らし、自害する。
コリドラス
ガーメントのモデルの一人。グッピー同様に血を撒き散らし、自害。

## 用語
服
コンピュータあるいはカラクリによって制御することのできる装身具全般を指す。その様式はドレスや着物など、ブランドによって異なる。服には様々な機能が備わっており、作中では主にモデルがWAR-KINGにてその機能を駆使している。ただし、作中に登場する全ての服が特殊な機能を備えているわけではない模様である。
デザイナー
本作での服飾デザイナーを指す。本作では、服飾とコンピューター技術が一体化しているため、彼らにはコンピュータープログラマーと服飾デザイナーの双方の能力が必要とされる。
作中の描写では、素材の選定、パターン製作から実際の縫製までを行う描写が見られる。
モデル
服の機能を最大限に引き出す事の出来る技能を持つ者を総称して「モデル」と呼称する。ブランドの抱えるモデルの中で能力の高い者を「トップモデル」と呼称する。
トップモデルは必ずしも1ブランドに1人ではない模様である。単行本7巻現在では判明しているのは、ロイヤルカストラートに複数のトップモデルが存在したという事のみである。
作中ではトップモデルはいずれも高い戦闘能力を有する。
身体服飾化生命（フィジカルガーメスト）
ガーメントによって服の機械回路や人体の神経回路などを一体化させられた存在。世楽の技術を凶悪的に応用すると同時に改良し、西洋の技術を組み合わせた技術で作られている。個体により巨大であったり、小型であったり、形状や特徴は様々である。メイ曰く「“人”ではいられない“モデル”でもない得体の知れない“なにか”」である。
作中ではガーメントの手により改造された子供たち数名が、また、ファーガスの手により瀕死のメイが白鳳に人格を移植する形で身体服飾化生命となっている。
WAR-KING
モデル同士が特定のルールで戦闘を行う、ファッションショーと戦闘を掛け合わせたような見世物。開催場所によってルールは様々だが、主に相手のコアボタンを先に破壊した方が勝者となる。
名称の由来は、ファッションショーにおけるモデルのwalking（ウォーキング）とwar king（直訳すると“戦争の王”）を掛けたもの。そのため、戦いの舞台はモデルウォーキングに使用されるランウェイのような装置となっている。
クロスロオド
4年に一度、トップブランド同士が自ブランドの威信をかけて行う競技会。7ブランドがトップモデルを1名ずつ選出し、その7名によるバトルロワイヤルにて執り行う。
ドレス・スカイ
作中世界の地球の大気層は危機的状況であり、ドレス・スカイ建造前は傘は必須ファッションであった。その状況を打破すべく、「星に着せるドレス」として作られたのがドレス・スカイである。ドレス・スカイは七つのトップブランドが巨大な塔によって支えている。しかし実際にドレス・スカイを着ているのも、空を支えているのもアルジャンヌ一人である。変則的な気象条件などに対応すべく、従来のコンピュータではなく、最高の人間を使うという発想により空は安定した。しかし負担はアルジャンヌに集約され、犠牲を強いるシステムとなっていた。

## アイテム
ウォーキングクローゼット
自律歩行が可能な衣裳箪笥。主な機能は衣服の収納、洗濯などであり、高級品になるとスタイリング機能、情報の収集、果てはペットの収納なども可能となる。人間大のサイズのクローゼットでも相当数の衣服を容積を無視して収納できる様子で、3000着の収納が可能と言うモデルが作中に登場している他、ファーガスの持つパンサーも相当数の衣服をその中に収めていた。なお、衣服の取り出しは、衣服に付けた名称をクローゼット前で発声する事で行う。
オートマトン
自律的な思考や人間と会話が行える自動人形のこと。作中ではポシェットや式部が該当する。
ガントレットミシン
デザイナーが使用する手甲型のミシンで、指や腕に連動して動作する。人間の腕サイズのものから大型のトラックほどの大きさのものまでさまざまなサイズであり、大きくなるほど繊細な作業が可能となるが、装着者への負担も増す。トーガ曰く「神に近付くために作られた義手」。

## 書誌情報
1. 2004年8月19日発売、ISBN 4-08-876669-5
2. 2005年4月19日発売、ISBN 4-08-876793-4
3. 2006年2月17日発売、ISBN 4-08-877032-3
4. 2007年2月19日発売、ISBN 978-4-08-877166-3
5. 2007年12月19日発売、ISBN 978-4-08-877334-6
6. 2008年5月19日発売、ISBN 978-4-08-877452-7
7. 2009年6月19日発売、ISBN 978-4-08-877673-6
8. 2009年12月18日発売、ISBN 978-4-08-877781-8
9. 2010年9月17日発売、ISBN 978-4-08-879006-0
10. 2011年5月19日発売、ISBN 978-4-08-879151-7
11. 2011年6月17日発売、ISBN 978-4-08-879165-4

## VOMIC
集英社の音声動画配信ポータルサイト『S-cast.net』にて、VOMIC（音声付き漫画）が配信されている。